# Gabinete Lafayette
O Gabinete Lafayette foi o ministério formado pelo Partido Liberal em 24 de maio de 1883 e dissolvido em 6 de julho de 1884. Foi chefiado por Lafayette Rodrigues Pereira, sendo o 27º gabinete do Império do Brasil após o estabelecimento do Decreto n.º 523 de 1847. Foi antecedido pelo Gabinete Paranaguá e sucedido pelo Gabinete Dantas.

## Contexto

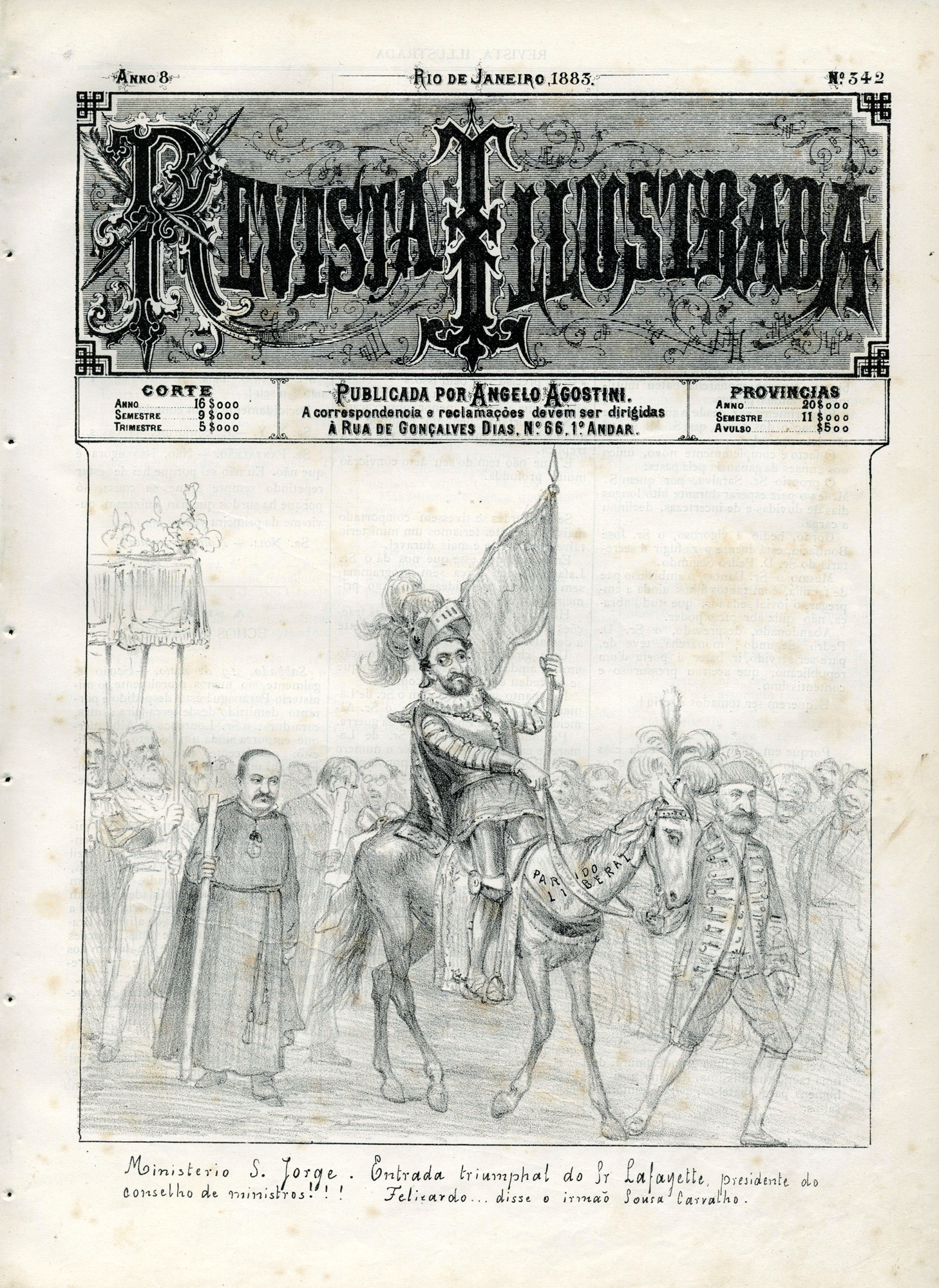
Charge a respeito da gestão Lafayette (Revista Illustrada, 1883).

Segundo Sérgio Buarque de Holanda (2004):
Durante a gestão Lafayette, o Ceará se declara província livre, seguindo-se as providências para a emancipação do Amazonas. Comprometido com um programa de caráter emancipador, o Governo saúda essas conquistas provinciais, incompatibilizando-se irremediavelmente com a lavoura. Em seguida, porém, para eximir-se da pecha de subversivo, demite os presidentes das províncias emancipadas. Essa indecisão torna insustentável a situação parlamentar do Ministério que, em consequência, é derrubado com o auxílio dos deputados do seu próprio partido.

## Composição
O gabinete foi composto da seguinte forma:
- Presidente do Conselho de Ministros: Lafayette Rodrigues Pereira
- Ministro dos Negócios do Império: Francisco Antunes Maciel
- Ministro da Justiça: Francisco Prisco de Sousa Paraíso
- Ministro dos Estrangeiros: Francisco de Carvalho Soares Brandão
- Ministro da Fazenda: Lafayette Rodrigues Pereira
- Ministro da Marinha: Antônio de Almeida e Oliveira
- Ministro da Guerra: Antônio Joaquim Rodrigues Júnior
- Ministro da Agricultura, Comércio e Obras Públicas: Afonso Augusto Moreira Pena

## Programa de governo
Segundo o Presidente do Conselho de Ministros (1883):
Senhores, um programa não é uma invenção, uma criação arbitrária do espírito humano; um programa é um complexo de ideias que corresponde à realidade da situação do país em um momento dado. Vós podeis, pois, desde já prever qual o programa do ministério. No estado atual de coisas, um dos assuntos que mais particular atenção devem merecer ao parlamento e ao governo é a questão financeira.
O gabinete apresentou o seguinte programa de governo:
- Acelerar os melhoramentos materiais.
- Executar a Lei do Orçamento com maior severidade.
- Reformar a administração das províncias e dos municípios.
- Colocar o Poder Judiciário em posição de verdadeira independência.
- Disseminar a instrução pública.
- Localizar e registrar o elemento servil.
- Aumentar os recursos do Fundo de Emancipação.

## Legislação aprovada
O gabinete aprovou a seguinte legislação:
- Decreto Legislativo nº 3.163 de 7 de julho de 1883: Providencia sobre o julgamento de vários crimes, derrogados os decretos nºs 562 de 2 de julho de 1850 (marcando os crimes que devem ser processados pelos juízes municipais e julgados pelos juízes de Direito) e 100 de 1 de setembro de 1860 (sobre furto de gado).
- Lei nº 3.169 de 14 de julho de 1883: Regula o preenchimento das vagas que se abrirem no corpo de Estado-maior de 2º classe até a sua extinção, e bem assim a promoção dos capitães do corpo de engenheiros e dos capitães e tenentes do Estado-maior de 1ª classe e ampliando o quadro de farmacêuticos do Exército, etc.
- Lei nº 3.185 de 18 de agosto de 1883: Concede ao Ministério do Império mais um crédito extraordinário de 12.000:000$ para continuação das despesas com socorros as províncias flageladas pela seca e moléstias epidêmicas.
- Decreto nº 8.958 de 16 de junho de 1883: Resolve dúvida sobre a competência do governo na aprovação de estatutos das companhias anônimas, depois de promulgada a Lei nº 3.150 de 4 de novembro de 1882.
- Decreto nº 8.973 de 14 de julho de 1883: Altera algumas disposições relativas aos exames gerais de preparatórios no município da Corte.
- Decreto nº 8.985 de 11 de agosto de 1883: Regula provisoriamente o provimento das cadeiras públicas de instrução primária do 1º grau do município da Corte.
- Decreto nº 9.015 de 15 de setembro de 1883: Veda o exercício simultâneo de empregos retribuídos com os do Ministério dos Negócios da Agricultura, Comércio e Obras Públicas.
- Decreto nº 9.023 de 20 de setembro de 1883: Promulga a convenção consular concluída entre o Brasil e a Bélgica.
- Decreto nº 9.024 de 29 de setembro de 1883: Modifica o plano das loterias do Estado, adotado por Decreto nº 8.889 de 24 de fevereiro de 1883 (vid. Decreto nº 9.025 da mesma data).
- Decreto nº 9.031 de 3 de outubro de 1883: Proíbe aos empregados públicos dependentes do Ministério do Império, o exercício da advocacia e acumulação de empregos.
- Decreto nº 9.033 de 6 de outubro de 1883: Dá providências para a organização da estatística do movimento do estado civil.
- Decreto nº 9.067 de 24 de novembro de 1883: Cria diplomas de distinção para serem concedidos por ocasião da exposição agrícola, dirigida pelo Centro da Lavoura e Comércio.
- Decreto nº 9.072 a de 30 de novembro de 1883: Cria uma oficina de torpedos no arsenal de Marinha da Corte.
- Decreto nº 9.077 de 7 de dezembro de 1883: Manda anexar à escola prática de artilharia um curso para ensino da construção e manejo de torpedos.
- Decreto nº 9.081 de 15 de dezembro de 1883: Estabelece medidas com relação a cortiços, estalagens e outras construções do mesmo gênero.
- Decreto nº 9.093 de 22 de dezembro de 1883: Dá regulamento para o laboratório de higiene da Faculdade de Medicina do Rio de Janeiro.
- Decreto nº 9.094 de 22 de dezembro de 1883: Dá regulamento para a conversão dos bens das ordens religiosas em apólices intransferíveis da dívida pública interna fundada.
- Decreto nº 9.159 de 1 de março de 1884: Comete à inspeção de saúde do porto a polícia sanitária do litoral, etc.
- Decreto nº 9.167 de 22 de março de 1884: Promulga o acordo relativo aos §§ 9° e 10 do acordo sobre extradição de criminosos entre o Brasil e o Uruguai (em 25 de novembro de 1878).
- Decreto nº 9.199 de 3 de maio de 1884: Regula os serviços a cargo da repartição especial de estatística, criada no Tesouro Nacional pelo Art. 17 da Lei nº 2.792 de 20 de outubro de 1877.